# Dame Edna Everage

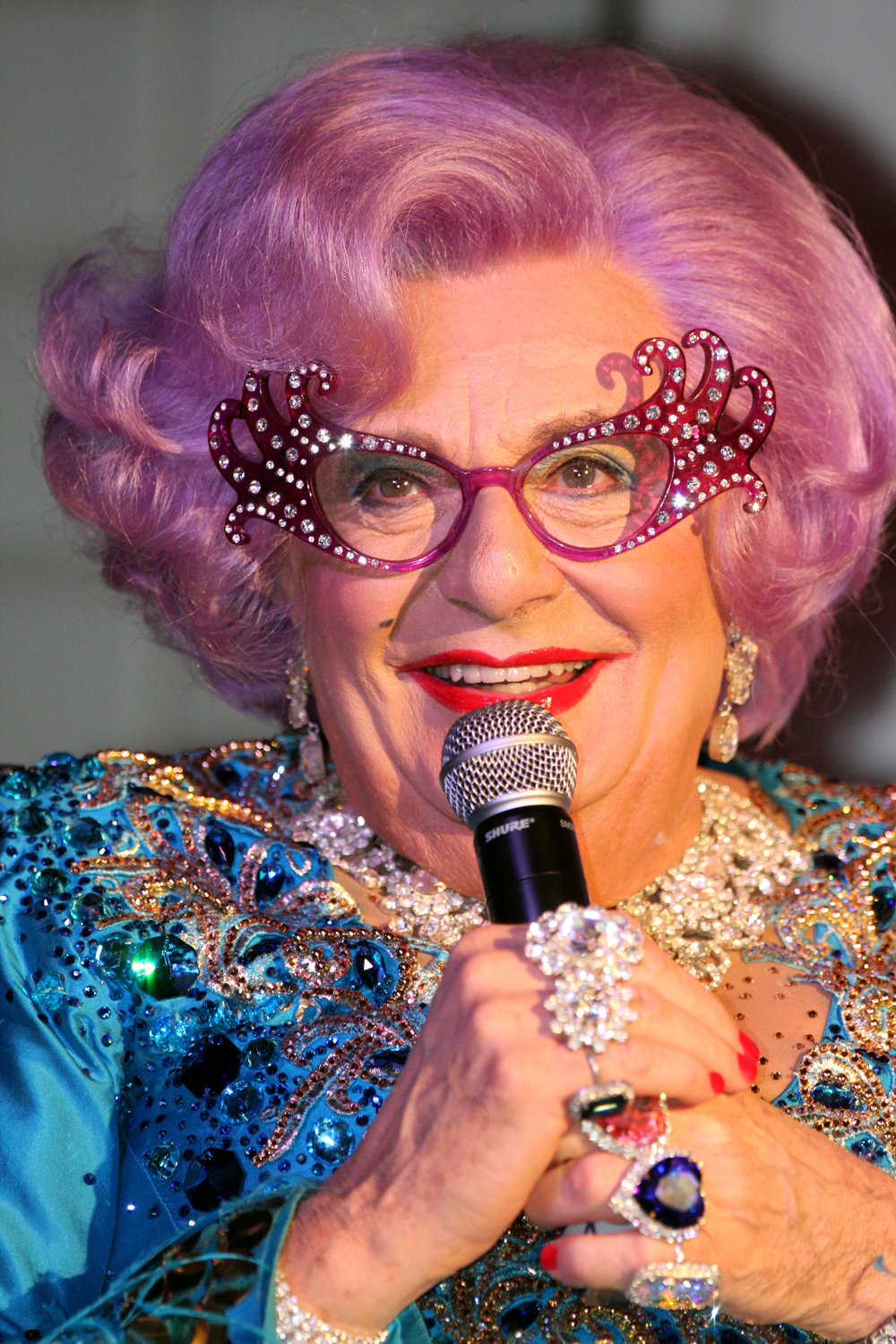
Dame Edna (2012)

Dame Edna Everage ist eine Kunstfigur des australischen Komikers Barry Humphries (1934–2023), die er von 1955 bis 2019 verkörperte. Ihre Markenzeichen sind violette Haare, eine übergroße extravagante Brille sowie die Begrüßung des Publikums mit den Worten „Hello Possums“.
Als Dame Edna veröffentlichte Humphries mehrere Bücher und moderierte viele Fernsehshows, die in Australien, den USA, Kanada, Großbritannien und weiteren europäischen Ländern ausgestrahlt wurden. Daneben war Dame Edna dort auch mit ihren Bühnenprogrammen und Tourneen erfolgreich.
1979 war sie das Thema einer BBC-Mockumentary mit dem Titel La Dame aux Gladiolas. Während Humphries erklärt hat, dass Dame Edna eine Rolle sei, die er spiele, sagte Dame Edna das Gegenteil: sie bestritt, eine fiktive Figur oder eine Dragqueen zu sein. Humphries sei vielmehr ihr Entrepreneur und Manager.

## Fiktive Biographie

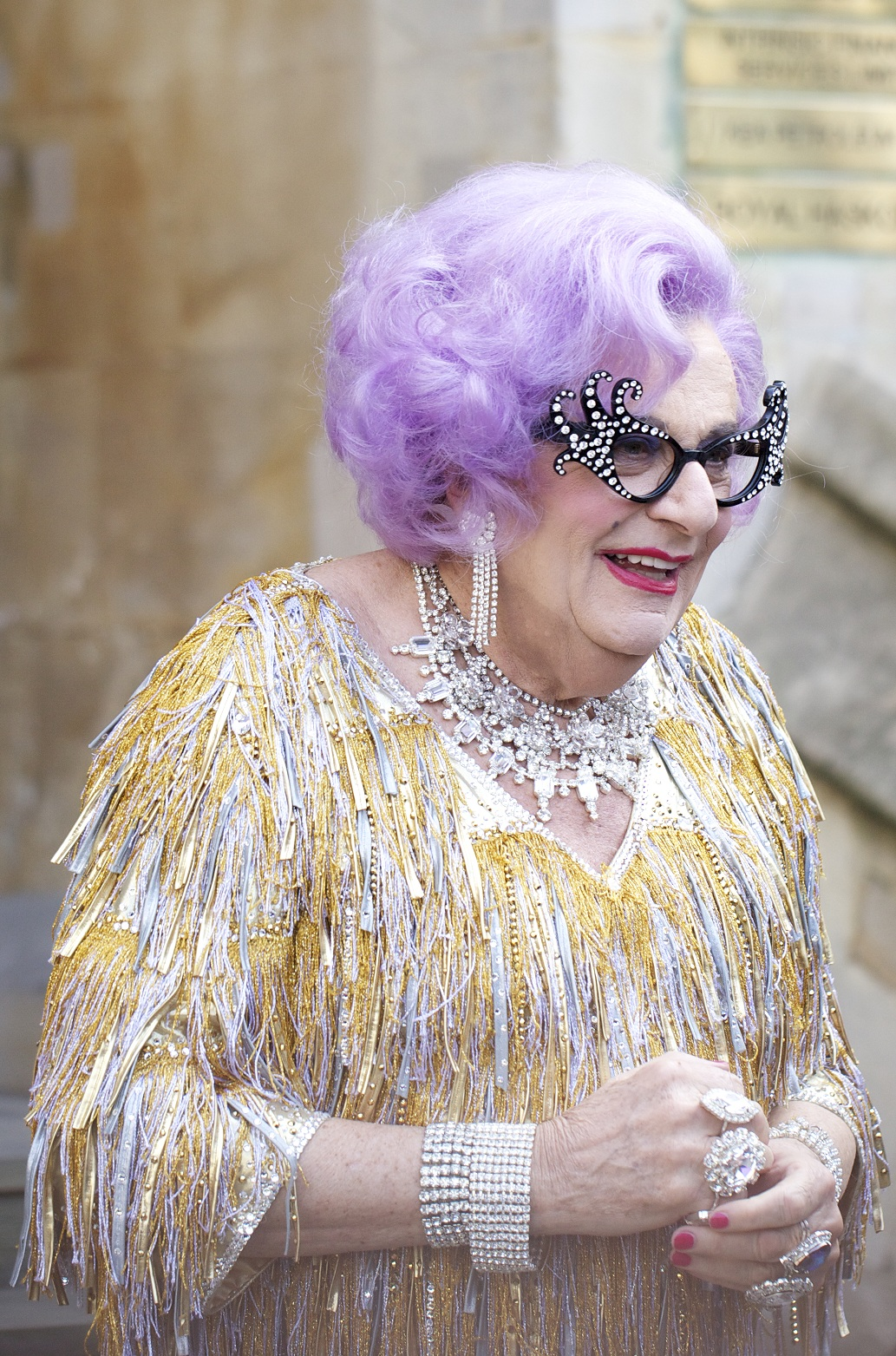
Dame Edna (2011)

Im Rahmen der fiktionalen Autobiographie von Dame Edna und der eigenen Aussagen dieser Kunstfigur wurde sie als Edna May Beazley in der kleinen ländlichen Stadt Wagga Wagga geboren. Ihre Karriere begann am 19. Dezember 1955 als Ms. Norm Everage, einer „durchschnittlichen australischen Hausfrau“ aus Moonee Ponds, einem Vorort von Melbourne. Der Name ihres Ehemannes, Norm Stoddard Everage, lässt die englischen Wörter norm, stodgy („langweilig“), standard und average („Durchschnitt“) anklingen. Nachdem ihr Mann an Prostatakrebs gestorben war, gründete sie eine Wohltätigkeitsorganisation mit dem Namen Friends of the Prostate und wurde Veranstalterin der World Prostate Olympics.
Dame Edna verbrachte ihre Zeit damit, bedeutende Staatsmänner der Welt zu besuchen und wurde zur Jet-Setterin zwischen ihren Wohnorten Los Angeles, London, Sydney, Schweiz und Martha’s Vineyard. Sie wurde zu einer Freundin und Vertrauten der britischen Queen. Sie hat drei erwachsene Kinder: die Tochter Valmai (die an einem Rehabilitationsprogramm für Ladendiebe teilgenommen hat) und zwei Söhne, Bruce sowie Kenneth, der in Ednas Beschreibung wie ein klischeehafter schwuler Mann erscheint, auch wenn sie selbst dies nicht erkennt. Die Mutter von Dame Edna wurde in einem „Höchstsicherheits-Dämmerungsheim“ verwahrt. 
Auf der Bühne und in den Fernsehshows trat oft die alternde Brautjungfer Madge Allsop (gespielt von Emily Perry) auf. Allsop sprach nie ein Wort, so dass sie oft das Opfer von Dame Ednas Witzen wurde. Dame Edna hatte eine ausgeprägte Vorliebe für Gladiolen, die sie häufig auch in ihren Shows als Bühnendekoration einsetzte.

## Schauspielerleistungen und Performance

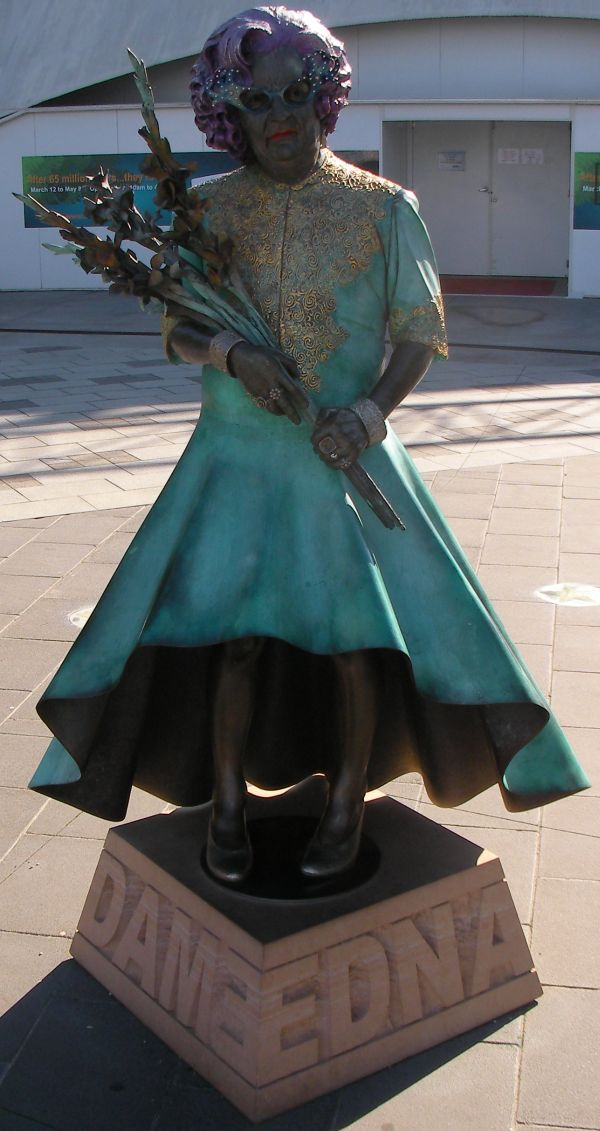
Bronzestatue von Dame Edna in Melbourne

Die Rolle der Edna erschien erstmals 1955 als Frau Norm Everage in einer Comedy-Revue in Melbourne. Ihr Überseedebüt, jetzt als Edna Everage, war in den frühen 1960ern im Nachtclub The Establishment des Komikers Peter Cook im Londoner West End.
1972 erschien sie als Barry McKenzies Tante Edna in dem Film The Adventures of Barry McKenzie und dessen Fortsetzungen. Während dieser Zeit wurde sie durch den australischen Premierminister Gough Whitlam zur Dame Edna erhoben. 1978 trat Dame Edna Everage in dem Film Sgt. Pepper’s Lonely Hearts Club Band auf.
In den 1980ern und frühen 1990er Jahren wurde Dame Edna im Vereinigten Königreich durch ihre auf Independent Television gesendeten Fernsehshows populär. Sie erhielt ihre eigenen Shows, darunter 1987 The Dame Edna Experience und 1992 Dame Edna's Neighbourhood Watch. Im September 1996 trat sie in der Comedyshow RTL Samstag Nacht auf. Im Oktober 1996 trat sie im Schlossparktheater in Berlin mit der Show Look at Me When I'm Talking to You auf. 2001 und 2002 war Dame Edna in einer wiederkehrenden Rolle als Claire Otoms in der erfolgreichen US-amerikanischen Fernsehserie Ally McBeal zu sehen. Claire Otoms ist ein Anagramm von „A Sitcom Role“.
2002 war Dame Edna im Film Nicholas Nickleby in der Rolle der Frau Crummles, Schauspielerin und Ehefrau des Managers einer Provinztheatergruppe, zu sehen. 2010 begann Dame Edna gemeinsam mit dem Pianisten und Sänger Michael Feinstein mit der Arbeit an einer Zwei-Personen-Revue, die in den USA unter dem Titel All About Me im Henry Miller’s Theater (dem späteren Stephen Sondheim Theater) gezeigt wurde.
2012 verkündete Humphries den baldigen Ruhestand seiner Figur Dame Edna und begründete dies mit seinem fortgeschrittenen Alter. Im Juni 2013 kehrte Dame Edna noch einmal auf die australische Bühne zurück, und zwar in Peter und der Wolf im Sydney Opera House. 2013 kündigte Dame Edna ihre letzte Tour in Großbritannien an. 2015 startete die Dame Edna’s Glorious Goodbye - The Farewell Tour in Seattle. Diese Tour ging auch durch Kanada und endete am 26. April am Nationaltheater in Washington.
2016 hatte Dame Edna einen Cameo-Auftritt in der britischen Filmkomödie Absolutely Fabulous: Der Film, der die Fernsehserie Absolutely Fabulous abschloss. Im September und Oktober 2019 tourte Dame Edna mit ihrem Soloprogramm My Gorgeous Life durch Australien, wo sie in zahlreichen Städten teils mehrtägige Gastspiele gab. Die Tour unter dem Motto „Retired? I was only kidding, Possums!“ führte sie u. a. nach Sydney, Melbourne, Brisbane, Canberra, Adelaide und Perth. Wegen des großen Erfolgs wurden im Dezember 2019 Zusatztermine in Sydney angeboten.

## Fernsehen (Auswahl)

### Eigene Shows
- 1979: Christmas Snowtime Special (Weihnachtsspecial)
- 1980: An Audience with Dame Edna Everage (Weihnachtsspecial)
- 1984: Another Audience with Dame Edna Everage (Silvesterspecial)
- 1988: One More Audience with Dame Edna Everage (Weihnachtsspecial)
- 1987–1989: The Dame Edna Experience (14 Episoden)
- 1990: A Night on Mount Edna (Weihnachtsspecial)
- 1991–1993: Dame Edna’s Hollywood (3 Episoden)
- 1992–1993: Dame Edna’s Neighbourhood Watch (12 Episoden)
- 1996: Dame Edna’s Work Experience
- 1997: Dame Edna Kisses It Better
- 2003: Dame Edna Live at the Palace (Weihnachtsspecial)
- 2007: The Dame Edna Treatment (7 Episoden)
- 2019: Dame Edna Rules The Waves (Silvesterspecial)

### Gastauftritte
- 1981: Last Night of the Proms
- 1986: Joan Rivers: Can We Talk?
- 1994: Boulevard Bio Geburtstagsshow für Alfred Biolek
- 1999–2003: Hollywood Squares (Gast in 15 Episoden)
- 2001–2011: The Tonight Show with Jay Leno (Gast in 6 Episoden)
- 2006: Parkinson (britische Talkshow-Reihe)
- 2007: Parkinson (Dame Edna war letzter Gast der letzten Ausgabe der Reihe)
- 2008: The Graham Norton Show
- 2009: The Late Late Show with Craig Ferguson
- 2009: Friday Night with Jonathan Ross
- 2009: André Rieu: Live in Sydney
- 2013: Last Night of the Proms
- 2015: The Late Late Show with Craig Ferguson
- 2015: Michael McIntyre’s Big Christmas Show

### Serien
- 2001–2002: Ally McBeal
- 2016: Absolutely Fabulous: Der Film (abschließender Film der Serie Absolutely Fabulous)

## Diskographie (Auswahl)

### Alben
- 1988: The Dame Edna Party Experience (Epic Records)[7]

### Singles
- 1979: Disco Matilda (Big Time Records)
- 1988: Theme from Neighbours (Epic Records)

## Bücher (Auswahl)
- 1989: My Gorgeous Life (The Macmillan Company, ISBN 0-7329-0140-5) (Autobiographie)
- 2017: Dame Edna’s Ednapedia – A History of Australia in 101 Objects (Head of Zeus, ISBN 1-78497-560-5)